# Frank Hagemann
Frank Hagemann (* 1968 in Meppen) ist ein deutscher Historiker und Offizier der Bundeswehr (Oberst). Seit März 2025 ist er Kommandeur des Zentrums für Militärgeschichte und Sozialwissenschaften der Bundeswehr (ZMSBw) in Potsdam.
Hagemann trat 1988 in die Bundeswehr ein. Er studierte Geschichte an der Helmut-Schmidt-Universität/Universität der Bundeswehr Hamburg und an der Universität Potsdam, wo er 2001 mit einer Dissertation zur Parteiherrschaft in der Nationalen Volksarmee promovierte. 2010 schloss er ein weiteres Studium in Security Studies an der Naval Postgraduate School in Monterey ab. Nachdem er in der Bundeswehr auf verschiedenen Dienstposten eingesetzt wurde, darunter am Militärgeschichtlichen Forschungsamt (MGFA), an der Offizierschule des Heeres in Dresden, und im Bundesministerium der Verteidigung (BMVg), wechselte er 2015 an das Zentrum für Militärgeschichte und Sozialwissenschaften der Bundeswehr (ZMSBw) in Potsdam. Als Leiter der Abteilung Bildung des ZMSBw wurde er 2021 mit der Vertretung des Kommandeurs beauftragt, nachdem Jörg Hillmann abgesetzt worden war.
Ab März 2022 war Hagemann Senior German Officer am George C. Marshall Center (GCMC) in Garmisch-Partenkirchen.
Am 20. März 2025 wurde Frank Hagemann zum neuen Kommandeur des ZMSBw in Potsdam ernannt.

## Schriften (Auswahl)
Monografien
- Parteiherrschaft in der Nationalen Volksarmee. Zur Rolle der SED bei der inneren Entwicklung der DDR-Streitkräfte (1956 bis 1971) (= Militärgeschichte der DDR. Bd. 5). Links, Berlin 2002, ISBN 978-3-86153-279-8 (zugleich Potsdam, Univ., Diss., 2001).
- Strategy making in the European Union. The quest for comprehensive security in the European Union’s military operations: EUFOR RD Congo, EUFOR Tchad/RCA, and EUNAVFOR Somalia. Miles, Berlin 2010, ISBN 978-3-937885-35-3.

Herausgeberschaften
- Geschichtsbewusstsein als Kernkompetenz. Historische Bildung in der Bundeswehr. Hrsg. im Auftrag des ZMSBw gemeinsam mit Sven Lange. Potsdam 2020, ISBN 978-3-941571-37-2.
- Militärgeschichte. Zeitschrift für historische Bildung